# Richard Clift
Richard Dennis Clift, CMG, (* 18. Mai 1933) ist ein ehemaliger britischer Diplomat, der unter anderem von 1984 bis 1986 Hochkommissar in Sierra Leone war.

## Leben
Richard Dennis Clift begann nach dem Schulbesuch im Rahmen des Militärdienstes (National Service) eine Offiziersausbildung im Royal Regiment of Artillery und wurde am 12. Oktober 1953 mit Wirkung zum 26. April 1952 zum Leutnant (Second Lieutenant) sowie am 7. Januar 1954 Oberleutnant (Lieutenant) befördert. Am 18. Mai 1956 wechselte er als Oberleutnant in die Territorialarmee und schied am 31. Oktober 1956 aus dem aktiven Militärdienst aus.
Clift trat in den diplomatischen Dienst (HM Diplomatic Service) des Außenministeriums (Foreign Office) ein und fand verschiedene Verwendungen im Außenministerium sowie an Auslandsvertretungen. Er war zwischen 1974 und 1976 Botschaftsrat für Handelsangelegenheiten (Commercial Counsellor) an der Botschaft in der Volksrepublik China sowie im Außenministerium von 1979 bis 1984 Leiter des Referats Hongkong (Head of Hong Kong Department, Foreign and Commonwealth Office). 1984 trat er die Nachfolge von Terence O’Leary als Hochkommissar in Sierra Leone an und bekleidete diesen Posten bis 1986, woraufhin er von Derek Partridge abgelöst wurde. Für seine Verdienste in dieser Zeit wurde er 1984 Companion des Order of St Michael and St George (CMG). Zuletzt fungierte er zwischen 1987 und 1989 als Politischer Berater des Gouverneurs von Hongkong, David Wilson.